# Кустов, Виктор Павлович
Виктор Павлович Кустов (1909—1939) — капитан Рабоче-крестьянской Красной Армии, участник боёв на реке Халхин-Гол, Герой Советского Союза (1939).

## Биография
Родился 26 апреля 1909 года в Москве. Окончил шесть классов школы. Проживал в Черкасской области Украинской ССР, работал на железной дороге. Учился на рабфаке при Московском институте инженеров железнодорожного транспорта. В 1932 году был призван на службу в армию. В декабре 1935 года окончил Сталинградскую военную авиационную школу лётчиков.
Участвовал в Гражданской войне в Испании, сбил несколько франкистских самолётов.
С мая 1939 года капитан В. П. Кустов служил на Дальнем Востоке. Участвовал в боях на реке Халхин-Гол, будучи командиром эскадрильи 56-го истребительного авиаполка 1-й армейской группы. Лично сбил 1 японский самолёт. 3 августа 1939 года эскадрилья Кустова вступила в бой с группой вражеских бомбардировщиков, пытавшихся атаковать командный пункт комкора Г. К. Жукова, осуществлявшего руководство всеми войсками в данном районе. В критический момент боя Кустов применил воздушный таран, уничтожив один из бомбардировщиков, но и сам погиб при этом. Похоронен на месте боёв.
Указом Президиума Верховного Совета СССР от 29 августа 1939 года капитан Виктор Кустов посмертно был удостоен звания Героя Советского Союза. Также был награждён орденами Ленина и Красного Знамени.